# Света Троица (Долно Караджово)
Вижте пояснителната страница за други значения на Света Троица.
„Света Троица“ (на гръцки: Αγίας Τριάδος) е православна църква в сярското село Долно Караджово (Варико), Гърция, част от Сярската и Нигритска епархия. Църквата е енорийски храм.
Църквата е построена около 1960 година. В архитектурно отношение църквата е трикорабна базилика с по-висок среден кораб. Вътрешността е изписана.